# Sam McClelland
Pour les articles homonymes, voir McClelland.
Sam McClelland, né le 4 janvier 2002 à Coleraine, est un footballeur international nord-irlandais qui évolue au poste de défenseur central au St Johnstone.

## Biographie
Sam McClelland naît à Coleraine, grandissant à Limavady, autre ville du comté nord-irlandais de Derry,,.
Jeune très sportif, il joue notamment au rugby et au cricket, avant de se concentrer rapidement sur le football.

### Carrière en club
McClelland commence à jouer au ballon rond dès 8 ans, à Limavady, avant de rejoindre peu après l'académie du Coleraine FC, un des principaux clubs de NIFL Premiership,.
Après ce passage dans le centre de formation du club de sa ville natale, il rejoint en 2018 l'académie de Chelsea,,.
Signant son premier contrat professionnel en 2019 — avec ce qui est alors un des plus grands clubs du football anglais et européen — McClelland gravit les échelons des équipes de jeunes de Chelsea, intégrant notamment l'équipe des moins de 23 ans lors de la saison 2020-21,. Malgré de sérieuses blessures qui freinent son développement, il parvient à accumuler les présences dans ce qui fait office d'équipe reserve de Blues champions d'Europe, voyant sa saison récompensée par son essor en sélection nationale,.
Le 23 juin 2022, il est prêté à Barrow.
Le 3 août 2023, il rejoint St Johnstone.

### Carrière en sélection
International nord-irlandais dès les moins de 17 ans, McClelland est notamment capitaine de l'équipe de jeunes de 2018 à 2019, pour les qualifications (en) à l'Euro 2019,.
En mai 2021, il reçoit sa première convocation en équipe d'Irlande du Nord senior pour les matches amicaux contre Malte et l'Ukraine, au coté d'autres très jeunes joueurs de Premier league comme Conor Bradley ou Liam Hughes,.
Il fait ses débuts sur la scène internationale avec l'Irlande du Nord le 3 juin 2021, remplaçant Ciaron Brown en défense centrale avec le numéro 4 sur le dos, dans les dernières minutes d'une défaite 1-0 jugée prometteuse contre des Ukrainiens qui s'apprêtent à jouer l'Euro,,.

## Style de jeu
Ayant commencé sa formation au poste de buteur, c'est néanmoins au poste de défenseur central qu'il va s'imposer au fur et à mesure de son parcours, citant notamment sa lecture du jeu parmi ses principales qualités en défense.

## Palmarès

### En club
Dundee United
- Championnat d'Écosse de deuxième division
  - Champion : 2024